# Lingue pama-nyunga del Sud-Ovest
Le lingue pama-nyunga del Sud-Ovest sono un ramo delle lingue pama-nyunga  parlate in Australia.

## Classificazione
Secondo l'edizione 2009 di Ethnologue, la classificazione è la seguente:
- Lingue australiane aborigene
  - Lingue pama-nyunga
    - Lingue pama-nyunga del Sud-Ovest
      - Lingue dhalandji
        - Lingua dhalandji [codice ISO 639-3 dhl]
        - Lingua pinigura [pnv]

      - Lingue kanyara
        - Lingua bayungu [bxj]
        - Lingua burduna [bxn]

      - Lingua malgana [vml]
      - Lingua mangala [mem]
      - Lingue marngu
        - Lingua karadjeri [gbd]
        - Lingua nyangumarta [nna]

      - Lingue mirning
        - Lingua kalarko [kba]
        - Lingua ngadjunmaya [nju]

      - Lingue ngarga
        - Lingua warlmanpa  [wrl]
        - Lingua warlpiri  [wbp]

      - Lingue ngayarda della costa
        - Lingua kariyarra [vka]
        - Lingua kurrama [vku]
        - Lingua martuyhunira [vma]
        - Lingua ngarluma [nrl]
        - Lingua nhuwala [nhf]
        - Lingua yindjibarndi [yij]

      - Lingue ngayarda dell'interno
        - Lingua dhargari [dhr]
        - Lingua djiwarli [djl]
        - Lingua ngarla [nlr]
        - Lingua nyamal [nly]
        - Lingua panytyima [pnw]
        - Lingua tjurruru [tju]
        - Lingua wariyangga [wri]

      - Lingue ngumbin
        - Lingua gurinji [gue]
        - Lingua jaru [ddj]
        - Lingua mudbura [mwd]
        - Lingua ngarinman [nbj]
        - Lingua walmajarri [wmt]

      - Lingua nijadali [nad]
      - Lingua nyunga [nys]
      - Lingue wadjari
        - Lingua badimaya [bia]
        - Lingua wajarri [wbv]

      - Lingue wati
        - Lingua antakarinya [ant]
        - Lingua kokata [ktd]
        - Lingua kukatja [kux]
        - Lingua martu wangka [mpj]
        - Lingua ngaanyatjarra [ntj]
        - Lingua pini [pii]
        - Lingua pintiini [pti]
        - Lingua pintupi-luritja [piu]
        - Lingua pitjantjatjara [pjt]
        - Lingua wanman [wbt]
        - Lingua yankunytjatjara [kdd]

      - Lingua wirangu [wiw]
      - Lingue yinggarda
        - Lingua nhanda [nha]
        - Lingua yinggarda [yia]

      - Lingue yura
        - Lingua adnyamathanha [adt]
        - Lingua banggarla [bjb]
        - Lingua guyani [gvy]
        - Lingua nugunu [nnv]